# 山口県鴻城高等学校
山口県鴻城高等学校（やまぐちけんこうじょうこうとうがっこう）は、山口県山口市小郡下郷にある私立高等学校。鴻城、あるいは、同じ学校法人の経営である宇部鴻城高校と区別して県鴻城とされることが多い。

## 概要

### 歴史
海軍兵学校の予備校として1889年に創設された旧制中学・鴻城義塾の流れをくみ、私立鴻城中学校、山口県鴻城中学校と名前を変えつつ現在至る。鴻城義塾が創立された1889年（明治22年）を創立年としており、1999年（平成11年）に創立110周年を迎えた。

### 校章
校章は船のイカリをモチーフとしているが、これは前身校が海軍兵学校の予備校だったことによる。宇部鴻城高校もほぼ同様のデザイン。 

### 校歌
作詞は北原白秋、作曲は小松耕輔によるものである。歌詞は3番まであり、各番には学校名である「鴻城」が登場する。また、校歌とは別に応援歌が存在する。

### 学科
- 普通科
  - 普通コース
- 情報商業科
- 衛生看護科
- 衛生看護専攻科

## 学校行事
4月
- 入学式
- 新入生オリエンテーション - 挨拶や立腰姿勢など学校生活を送るうえで必要になることを指導される。

6月
- 萩往還ウォーク - スタートの萩市民体育館からゴールの天花公園まで30キロ以上の道のりを歩く。

9月
- 体育祭 - きららドームを借り切って行われており、徒競走などの一般的な競技のほかに鴻城魂、鴻城ソーランを披露するのが特色である。

10月
- 星翔祭 - 文化祭。二日間にわたって開催しており、1日目に合唱コンクール、2日目に展示や模擬店などの出し物を行っている。
- 戴帽式

12月
- 修学旅行(2年生)

2月
- 予餞会 - 卒業生を送る会であり、在校生が主体となって企画、実施している。式は和やかな雰囲気の下で行われ、歌やダンス、演劇などを卒業生に披露し、感謝の気持ちを伝えたり楽しませることを目的としている。

3月
- 卒業式

## 部活動
運動部では野球部が、過去に3度（1920年〈第6回〉・1962年〈第44回〉・1992年〈第74回〉）、全国高校野球に出場を果たしている。
2015年にはサッカー部が全国高校サッカー初出場を果たす。また、文化部では吹奏楽部が最も部員数が多く、2009年には吹奏楽コンクール山口県代表として中国大会に出場、マーチングでは1994年のコンクール初出場から現在に至るまで、県内トップの成績で中国大会・全国大会に出場し、特にカラーガードチームにおいては2009年・2010年とマーチングバンド・バトントワーリング全国大会同部門に連続出場している。
運動部
- 野球部 - 全国高校野球出場3回
- サッカー部 - 全国高校サッカー出場1回
- 空手道部
- 剣道部
- ボート部
- レスリング部
- 女子バレーボール部 - 高校総体出場1回
- 男子卓球部
- 女子卓球部
- 男子テニス部
- 女子テニス部
- 陸上競技部

文化部
- 吹奏楽部
- 放送部
- 演劇部
- 新聞部
- JRC部
- イラスト部
- 家庭科部
- 華道部

## 沿革
- 1889年 - 山口市に海軍兵学校の予備校として旧制中学・鴻城義塾を創設
- 1906年 - 私立鴻城中学校と改称
- 1938年 - 山口県鴻城中学校と改称
- 1948年 - 学制改革により山口県鴻城高等学校と改称
- 1950年 - 商業科を設置
- 1962年 - 第44回全国高等学校野球選手権大会初出場
- 1965年 - 男子校から男女共学に移行
- 1966年 - 衛生看護科を設置
- 1967年 - 建築科を設置
- 1989年 - 商業科を情報商業科に転科、創立100周年記念式典を挙行
- 1992年 -第74回全国高等学校野球選手権大会出場
- 1995年 - 衛生看護科30回生より男子生徒募集開始
- 1999年 - 創立百十周年記念式典挙行
- 2000年 - 宇部市に衛生看護専攻科を設置　（宇部鴻城高校とは敷地別）
- 2008年 - 建築科の生徒募集停止
- 2012年 - 総合グラウンド完成
- 2015年 - 全国高等学校サッカー選手権大会初出場
- 2016年 - 衛生看護科50周年祝賀会を挙行

## 著名な出身者

### 政治家
へずまりゅう‐奈良市議

### 軍人
- 上原太一 - 海軍中佐、第一次世界大戦中に地中海で戦死した駆逐艦・榊の艦長

### スポーツ
- 児玉好弘 - 元プロ野球選手
- 大谷晋二郎 - プロレスラー
- 藤田ミノル - プロレスラー

### 芸能
- 川野太郎 - 俳優
- 千早洋子 - フリーアナウンサー
- 伊津美敬 - プロデューサー、シンガー

## 系列校
- 宇部鴻城高等学校（宇部市、1956年開校）

## アクセス
公共交通機関
- JR西日本 山口線：上郷駅、周防下郷駅　どちらも徒歩10分 - 15分くらい
- 防長交通 山口県鴻城高校前 徒歩1分
- JR新山口駅 徒歩25分

自動車
- 中国自動車道 小郡ICより5分
- 山陽自動車道 山口南ICより15分

## 学校法人鴻城義塾系列
- 山口県鴻城高等学校
- 宇部鴻城高等学校
- 山口県鴻城高等学校衛生看護専攻科
- 山口県鴻城高等学校附属幼稚園
- 宇部鴻城高等学校附属幼稚園
- 鴻城自動車学園